# Jakobínarína
Jakobínarína war eine isländische Band aus Hafnarfjörður. Der Stil der Band ist dem Indie-Rock zuzuordnen, weist aber daneben auch Elemente des Garage Punk und Garage Rock auf.

## Geschichte
Jakobínarína wurde Ende 2004 gegründet. Erste Aufmerksamkeit erhielt die fünfköpfige Gruppe 2005 nach dem Gewinn des isländischen Musikwettbewerbs Músíktilraunir. Kurz danach stieß der Gitarrist Heimir Gestur Valdimarsson zur Band hinzu, welcher zuvor bei der isländischen Band Lada Sport aktiv war. Mit der Single His Lyrics Are Disastrous wurde die Band 2006 auch das erste Mal über die Landesgrenzen hinaus wahrgenommen. Das einzige Album der Gruppe The First Crusade erschien 2007. Der Titel I'm A Villain ist Teil des Soundtracks des Computerspiels FIFA 09. Im Februar 2008 gaben Jakobínarína auf ihrer MySpace-Seite ihre Auflösung bekannt. Sänger Gunnar Bergmann Ragnarsson äußerte sich, dass er vom Bandleben gelangweilt sei. Ihr Abschiedskonzert spielte die Band am 8. März 2008 im Organ im Zentrum Reykjavíks.

## Diskografie

### Alben
- 2007: The First Crusade

### Singles
- 2006: His Lyrics Are Disastrous
- 2007: Jesus
- 2007: This Is an Advertisement